# Gueorgui Boutmi
Cet article possède un paronyme, voir Boutmy.
Gueorgui Boutmi, né Gueorgui Vassilievitch Boutmi de Katzman (en russe : Гео́ргий Васи́льевич Бутми́ де Ка́цман ; né vers 1856 et mort vers 1917) est un officier d'active et un écrivain rédacteur russe, né en Bessarabie, connu pour ses opinions nationalistes, antimaçonniques et antisémites.

## Biographie
Il fut un idéologue de l'Union du peuple russe, collaborateur d'un journal nationaliste, "le drapeau russe" en 1906. De 1912 à 1913 il fut l'un des chefs de l'Union du peuple russe Saint-Michel-Archange, une organisation nationaliste orthodoxe et monarchiste. Il a été, semble-t-il, l'un des éditeurs du pamphlet : Le protocole des sages de Sion.

## Théories
Il accusa la franc-maçonnerie d'être infiltrée par des juifs kabbalistes désirant dominer la société,,.

## Œuvres
- Avec son frère N. L. Boutmi, La Franc-Maçonnerie et la trahison de l’État
- Avec son frère N. L. Boutmi, Les Juifs dans la Maçonnerie